# زیگ زاوئر پی۲۲۶
زیگ زاوئر پ۲۲۶ (به آلمانی: SIG Sauer P226) یک سلاح کمری نیمه‌خودکار ۹ میلی‌متری آلمانی ساخت شرکت زیگ زائور است که فشنگ‌های ۹×۱۹ میلیمتری پارابلوم را شلیک می‌کند.
زیگ زاوئر پ۲۲۶ با فشار مستقیم گاز باروت مسلح و لوله آن با هوا خنک می‌شود. دارای دستگاه نشانه روی از گونه مگسک و شکاف نشانه روی است و چهار ضامن دارد که یکی برای باز و بسته کردن سلاح، یکی برای جلب توجه به تیر آخر، یکی برای مسلح کردن و دیگری برای تعویض خشاب است. نسخه بومی این سلاح کمری در ایران به نام زعاف ساخته شده‌است که سلاح سازمانی پلیس جمهوری اسلامی (فراجا) می‌باشد.